# 広瀬優一
広瀬 優一（ひろせ ゆういち、2001年8月9日 - ）は、日本棋院東京本院所属の囲碁棋士。七段。東京都出身、藤澤一就八段門下。

## 経歴
幼少期を広島県で過ごし、保育園年長の頃に保育園で囲碁を教えてくれる人物に出会い、囲碁を始めた。父親の転勤に伴って東京都に引っ越し、小学1年生の5月に藤澤一就が主宰する新宿こども囲碁教室へ通い出す。小学3年生で日本棋院東京本院の院生となり、5年生の時に藤澤主宰の天豊道場の内弟子となって本格的にプロ入りを意識。中学2年生時の2015年11月、冬季棋士採用試験本戦で12勝3敗の1位となり、プロ入りを決めた。2016年4月、14歳で入段。
2017年4月、非公式戦の第3回イベロジャパン杯で準優勝（決勝戦で大西竜平三段に敗退）。
2018年10月、第43期新人王戦で決勝三番勝負まで進出し、大西研也三段に2連勝で勝利、自身初のタイトルを手にした。17歳1か月での新人王獲得は、大西竜平の16歳6か月に次ぐ新人王戦史上2番目の年少記録。
2019年、第44期棋聖戦Cリーグで4勝1敗の成績を残し、Bリーグに昇格。
2021年、第47期碁聖戦で自身初の七大タイトル本戦進出（11月29日、1回戦で孫喆七段に敗退）。
2022年、第69回NHK杯でベスト8。
2024–25シーズン農心杯で日本代表の先鋒で登場も中国先鋒の柯潔に完敗。同年の竜星戦では福岡航太朗に敗れベスト4。

## 人物
- 棋風は読みの入った「ヨセの碁」。中終盤の細かいところで工夫して勝ちに行くのが楽しいと語っており、棋譜並べでも半目勝負の碁を並べるのが好きだったという[11]。対局の前日にはジムで運動し、対局に備えて体をほぐすのがルーティーン[1]。
- 小学5年生の3学期から中学校を卒業するまで天豊道場で内弟子生活を送り、道場での生活は棋士生活の原点となった[2]。師匠の藤澤による人物評は、主張すべきは主張する、素直でまっすぐな、人に好かれやすい人柄[11]。
- N高校の出身で、関航太郎と上野愛咲美は同級生。同校については「自分の時間をたくさん持てるのが良いところ」と語っている[1]。

## 棋歴

### 獲得タイトル
- 新人王戦（第43期）
- 若鯉戦（第18回）

### 良績等
- 名人戦リーグ入り（第50期=2024年度）
- 竜星戦 ベスト４（第33期）
- イベロジャパン杯 準優勝（第3回、非公式戦）

### 昇段履歴
- 2016年4月1日 入段
- 2017年11月3日 二段（勝星規定）[12]
- 2019年1月1日 三段（賞金ランキング）[13]
- 2020年1月1日 四段（賞金ランキング）[14]
- 2021年1月1日 五段（賞金ランキング）[15]
- 2022年1月1日 六段（賞金ランキング）[16]
- 2023年1月1日 七段（賞金ランキング）[17]

### 賞
- 2024年2月1日  新人賞（第57回棋道賞）
- 2024年2月1日  勝率第１位賞 0.7647  39勝12敗（第57回棋道賞）